# Antonio Molero
Antonio Molero Sánchez (Ajofrín, Toledo, 17 de enero de 1968) es un actor, director y guionista español conocido por interpretar a Hipólito "Poli" Moyano en Médico de familia y a Fructuoso "Fiti" Martínez en Los Serrano.
También ha participado en series como Aquí Paz y después Gloria, Amar es para siempre, Madres. Amor y vida y 4 estrellas.

## Cine

### Actor
| Año  | Título                          | Personaje | Dirección              |
| ---- | ------------------------------- | --------- | ---------------------- |
| 1997 | Eso                             | Tinín     | Fernando Colomo        |
| 1998 | El conductor                    | Germán    | Jorge Carrascal        |
| 1999 | Se buscan fulmontis             | Amancio   | Álex Calvo-Sotelo      |
| 2005 | El mundo alrededor              | Gabriel   | Álex Calvo-Sotelo      |
| 2007 | Un buen día lo tiene cualquiera | Luismi    | Santiago Lorenzo       |
| 2008 | Gente de mala calidad           | David     | Juan Cavestany         |
| 2011 | Águila Roja: la película        | Mateo     | José Ramón Ayerra Díaz |
| 2011 | La daga de Rasputín             | Araña     | Jesús Bonilla          |
| 2018 | Ohǃ Mammy Blue                  | Juanito   | Antonio Hens           |
| 2022 | Vienes o voy                    | Doctor    | Jaime Botella          |

### Doblaje
- Los increíbles (voz) (Brad Bird, 2004).

### Director
- Post coitum (2001)

### Guionista
- Post coitum (2001)

## Televisión
Series
| Año         | Título                        | Personaje                                          | Cadena      | Notas         |
| ----------- | ----------------------------- | -------------------------------------------------- | ----------- | ------------- |
| 1994        | Los ladrones van a la oficina |                                                    | Antena 3    | 2 episodios   |
| 1995        | ¡Ay, señor, señor!            | Gusano                                             | Antena 3    | 1 episodio    |
| 1995 - 1999 | Médico de familia             | Hipólito "Poli" Moyano                             | Telecinco   | 100 episodios |
| 1999        | 7 vidas                       | Tomás Gimeno Huete                                 | Telecinco   | 1 episodio    |
| 2000        | Compañeros                    | Actor en la serie de Mercedes (Él mismo)           | Antena 3    | 2 episodios   |
| 2000 - 2001 | El grupo                      | Rafael "Rafa" Zárate                               | Telecinco   | 11 episodios  |
| 2001        | Periodistas                   | Él mismo                                           | Telecinco   | 2 episodios   |
| 2003        | Hospital Central              | Luciano "El Agonías"                               | Telecinco   | 1 episodio    |
| 2003 - 2008 | Los Serrano                   | Fructuoso Guillermo "Fiti" Martínez Carrasco-Lavín | Telecinco   | 147 episodios |
| 2011        | Águila Roja                   | Mateo Díaz                                         | La 1        | 1 episodio    |
| 2011        | BuenAgente                    | Sebastián "Sebas" Bermejo                          | La Sexta    | 19 episodios  |
| 2012        | Estudio 1                     | Razquin                                            | La 1        | 1 episodio    |
| 2013        | Frágiles                      | Fabián                                             | Telecinco   | 1 episodio    |
| 2015        | Aquí Paz y después Gloria     | Padre Julián                                       | Telecinco   | 8 episodios   |
| 2016 - 2018 | Amar es para siempre          | Benito Guerrero Nieto                              | Antena 3    | 496 episodios |
| 2020 - 2021 | Madres. Amor y vida           | Antonio Jurado                                     | Prime Video | 34 episodios  |
| 2023 - 2024 | 4 estrellas                   | Arturo Pérez Sañudo                                | La 1        | 259 episodios |

## Teatro
- Un Dios salvaje (2008).
- El chico de la tumba de al lado dirigido por (Josep María Pou) (2012).
- Extraños dirigido por (Francisco Ortuño).
- Don Juan Tenorio dirigido por (Francisco Ortuño).
- Caricias dirigido por (Emilio Hernández).
- Corre dirigido por (Francisco Ortuño).
- Dar tiempo al tiempo dirigido por (Eduardo Vasco).
- Cervantes dirigido por (Josef Sajna).
- Tierra de nadie dirigido por (Eduardo Vasco).
- La bella Aurora dirigido por (Eduardo Vasco).
- Camino de Wolokolamsk dirigido por (Eduardo Vasco).
- Corazón de cine dirigido por (Ignacio García May).
- La isla dirigido por (Natalia Menéndez).
- El retablillo de don Cristóbal dirigido por (Luis Olmo y Amelia Ochandiano).
- No son todos ruiseñores dirigido por (Eduardo Vasco).
- La tentación vive arriba dirigido por (Verónica Forqué).
- Una boda feliz (2013).
- El nombre (2014), dirigido por Gabriel Olivares.
- El Test (2016), dirigido por Jordi Vallejo.
- Escape room (2019)